# Valle del Nansa
El valle del Nansa está ubicado en Cantabria, España, entre los valles de Liébana y Saja. Está limitado por la Sierra del Escudo al norte y la Sierra de Peña Labra por el sur.
Por el valle del Nansa fluye el río de su mismo nombre que por su carácter torrencial y erosivo, especialmente en su cabecera, forma laderas de pendientes acusadas.
La comarca presenta una gran calidad paisajística, por sus características topográficas de altas cumbres, amplios bosques autóctonos, sobre todo de roble (Quercus robur) y hayas, y escasa densidad de población dedicada en su mayoría a la ganadería (sector primario).
Los municipios localizados en el valle del Nansa son los siguientes: Lamasón, Puentenansa, Cosío, San Sebastián de Garabandal, Tudanca, Polaciones, una parte del municipio Cabuérniga correspondiente a la localidad de Carmona, Herrerías y Val de San Vicente.
Durante la Baja Edad Media y el Antiguo Régimen esta comarca perteneció a los señoríos de la casa de los marqueses de Aguilar de Campoo.